# 1084
Високе Середньовіччя •  Золота доба ісламу •  Реконкіста •  Київська Русь

## Геополітична ситуація
Візантію очолює Олексій I Комнін. Генріх IV є королем Німеччини, а Філіп I — королем Франції.
Апеннінський півострів розділений між численними державами: північ належить Священній Римській імперії, середню частину займає Папська область, південна частина півострова окупована норманами. Деякі міста півночі: Венеція, Генуя, мають статус міст-республік.
Південь Піренейського півострова займають численні емірати, що утворилися після розпаду Кордовського халіфату. Північну частину півострова займають християнські Кастилія, Леон (Астурія, Галісія), Наварра, Арагон та Барселона. Вільгельм Завойовник є королем Англії, Олаф III — королем Норвегії, а Кнуд IV Святий — Данії.
У Київській Русі княжить Всеволод Ярославич, а у Польщі Владислав I Герман. Хорватію очолює Дмитар Звонимир. На чолі королівства Угорщина стоїть Ласло I.
Аббасидський халіфат очолює аль-Муктаді під патронатом сельджуків, які окупували Персію та Малу Азію, в Єгипті владу утримують Фатіміди, у Магрибі панують Альморавіди, у Середній Азії правлять Караханіди, Газневіди втримують частину Індії. У Китаї продовжується правління династії Сун. На півдні Індії домінує Чола. В Японії триває період Хей'ан.

## Події

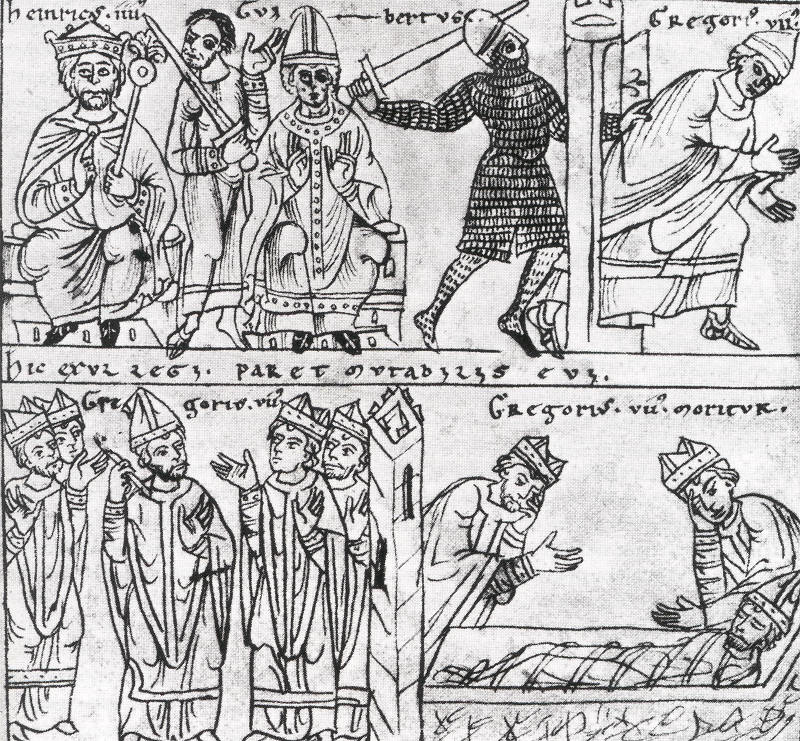
Сходження на престол Генріха IV та Климента III, а також втеча та смерть Григорія VII. З рукопису Хроніки єпископа Оттона Фрайзінського. Середина XII століття.

- 24 березня Климента III висвячено на папу римського, альтернативного папі Григорію VII.
- 31 березня антипапа Климент III коронував імператором короля Німеччини Генріха IV.
- Роберт Гвіскар захопив Рим і визволив папу римського Григорія VII, однак його нормани розграбували місто, чим налаштували проти себе римлян.
- Папа Григорій VII та Роберт Гвіскар переїхали у Салерно, де зібрали церковний собор, що відлучив від церкви імператора Генріха IV та антипапу Климента.
- Бруно Кельнський заснував орден картезіанців.
- Похід сельджуків із Румського султанату на чолі з Сулейманом ібн Кутулмишем на Едесу та Алеппо, облога та взяття сельджуками візантійського міста Антіохія.
- Королем Швеції став Блут-Свен.
- Китайські історики на чолі з Сима Гуаном уклали велику працю з історії країни «Цзичжі тун цзянь».